# Inundațiile din Yemen (2008)

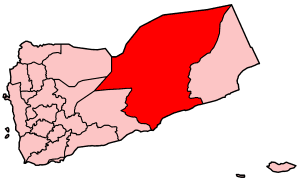
Guvernoratul Hadhramaut - cel mai afectat

Pe data de 23 octombrie 2008 în Yemen, Asia s-au abăbut numeroase furtuni violente, care au produs haos în acest stat asiatic. Peste 180 de persoane au murit, iar alte 20,000 au rămas fără locuințe. În total aproximativ 730 de case au fost total distruse de ape.

## Regiuni afectate
- Hadhramaut (cea mai afectată)
- Lahij
- Al Mahrah
- Ta'izz